# Molophilus neboissi
Molophilus neboissi là một loài ruồi trong họ Limoniidae. Chúng phân bố ở miền Australasia.